# Les Amants terribles (pièce de théâtre)
Pour les articles homonymes, voir Les Amants terribles.
Les Amants terribles (Private Lives) est une comédie de mœurs en trois actes de sir Noël Coward, représentée pour la première fois le 18 août 1930 au King's Theatre d'Édimbourg.
Elyot et Amanda ont divorcé après trois ans d'un mariage passionnel et destructeur. 
Cinq années ont passé lorsque sans nouvelles l'un de l'autre et fraîchement remariés, ils se retrouvent nez-à-nez dans le même hôtel pour leur voyage de noces.

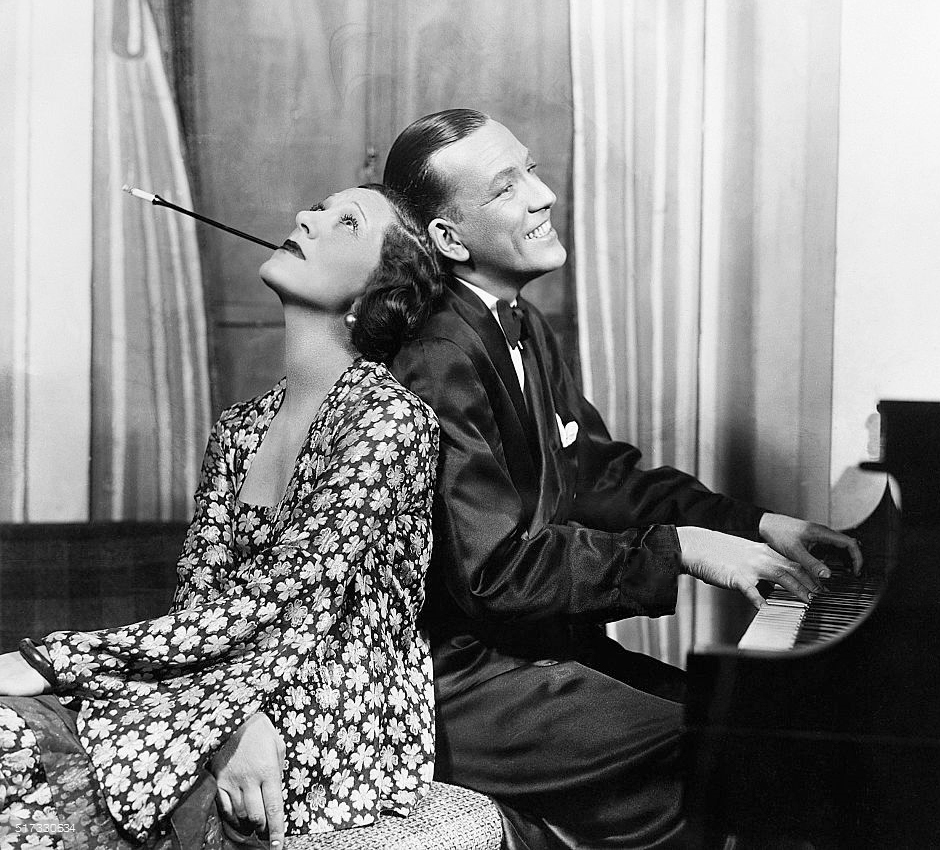
Gertrude Lawrence et Noel Coward, photo parue dans Theatre Magazine en mars 1931.